# Amblyomma tapirellum
Amblyomma tapirellum är en fästingart som beskrevs av Dunn 1933. Amblyomma tapirellum ingår i släktet Amblyomma och familjen hårda fästingar. Inga underarter finns listade i Catalogue of Life.